# Malawi als Jocs Paralímpics
Malawi ha participat en dues edicions dels Jocs Paralímpics, concretament en els Jocs Paralímpics d'estiu de 2016 a Jocs Paralímpics d'estiu de 2020, i en els de 2020 a Tòquio, amb 1 representant femenina en ambdós casos, però sense assolir cap medalla. El país havia de fer el seu debut als Jocs Paralímpics durant els Jocs Paralímpics d'estiu de 2012 a Londres. No obstant, degut a la manca de finançament va haver de retirar els seus atletes, Chisomo Jeremani i Janet Shedani, així com els seus guies.
Malawi no ha competit mai als Jocs Paralímpics d'hivern i mai no ha guanyat cap medalla paralímpica.